# Anne Löwenthal
Pour les articles homonymes, voir Löwenthal.
Anne Löwenthal, née le 9 juin 1972 à Schaerbeek, est une journaliste, blogueuse militante de gauche et chroniqueuse belge.

## Biographie
Anne Löwenthal est née le 9 juin 1972 à Schaerbeek. Elle est la fille de Paul Löwenthal, économiste, professeur d’économie à l’UCL et de Maria Swinnen, psychologue, elle a quatre frères et sœurs, dont le dessinateur Xavier Löwenthal,. Après une enfance tranquille à Piétrebais, une scolarité à Grez-Doiceau (maternelles et primaires) et à Basse-Wavre (secondaires), elle obtient un diplôme d’assistante sociale de l’Institut Cardijn.
Elle a travaillé comme animatrice, journaliste locale et chroniqueuse judiciaire à La Nouvelle Gazette (Brabant wallon), assistante sociale, et est responsable de communication et événements publics à l’ARC - Action et Recherche Culturelles asbl.
Militante depuis l’adolescence (durant les grèves de l’enseignement dans les années 1990), blogueuse reconnue comme « faiseuse d’opinions », elle s’intéresse principalement aux questions politiques et sociales belges. Elle est à ce titre très active sur les réseaux sociaux,. Elle concrétise cet engagement politique en étant candidate d'ouverture sur la liste Parti du travail de Belgique (PTB) de La Louvière aux élections communales de 2012.
Elle est chroniqueuse notamment sur Campus Bruxelles et pour le journal Solidaire (2012-2013), pour le magazine Ensemble ! et récemment dans l’émission « C’est presque sérieux » sur la Première de la RTBF. Elle participe aussi à l'émission-débat Les Snipers de l'actu, organisée par le Cercle du Libre Examen de l'ULB, aux côtés de Corentin de Salle, de Marcel Sel et d'Edgar Szoc.
Membre du Collectif MANIFESTEMENT, elle a participé à la rédaction du « Manifeste du dégagisme ».
Elle est membre de l’asbl DoucheFLUX, au sein de laquelle elle a créé un magazine avec des Sans domicile fixe (SDF). Très active autour de leur situation ,, elle est aussi très présente dans le cadre du comité de soutien des Afghans du Béguinage,.